# Garka
Garka est une petite ville du Togo située dans la Préfecture de Bassar, dans la région de la Kara

## Géographie
Garka est situé à environ 54 km de Kara.

## Vie économique
- Marché paysan tous les mardis
- Atelier de ferblanterie

## Lieux publics
- École primaire
- Arbre à palabres séculaire